# Файф (Вашингтон)
Файф (англ. Fife) — місто (англ. city) в США, в окрузі Пірс штату Вашингтон. Населення — 10 999 осіб (2020).

## Географія
Файф розташований за координатами 47°13′55″ пн. ш. 122°21′6″ зх. д. / 47.23194° пн. ш. 122.35167° зх. д. (47.232060, -122.351726).  За даними Бюро перепису населення США в 2010 році місто мало площу 15,09 км², з яких 14,72 км² — суходіл та 0,37 км² — водойми.

## Демографія
Згідно з переписом 2010 року, у місті мешкали 9173 особи в 3642 домогосподарствах у складі 2192 родин. Густота населення становила 608 осіб/км².  Було 3895 помешкань (258/км²).
Расовий склад населення:
| - 55,2 % — білих - 15,5 % — азіатів - 8,2 % — чорних або афроамериканців - 3,0 % — корінних американців - 2,7 % — вихідців з тихоокеанських островів - 7,6 % — осіб інших рас |

До двох чи більше рас належало 7,8 %. Частка іспаномовних становила 17,4 % від усіх жителів.
За віковим діапазоном населення розподілялося таким чином: 25,7 % — особи молодші 18 років, 67,8 % — особи у віці 18—64 років, 6,5 % — особи у віці 65 років та старші. Медіана віку мешканця становила 30,9 року. На 100 осіб жіночої статі у місті припадало 101,6 чоловіків;  на 100 жінок у віці від 18 років та старших — 101,6 чоловіків також старших 18 років.
Середній дохід на одне домашнє господарство  становив 65 361 долар США (медіана — 55 603), а середній дохід на одну сім'ю — 70 848 доларів (медіана — 66 651). Медіана доходів становила 50 780 доларів для чоловіків та 38 139 доларів для жінок. За межею бідності перебувало 14,8 % осіб, у тому числі 21,5 % дітей у віці до 18 років та 13,7 % осіб у віці 65 років та старших.
Цивільне працевлаштоване населення становило 4718 осіб. Основні галузі зайнятості: освіта, охорона здоров'я та соціальна допомога — 16,7 %, роздрібна торгівля — 13,4 %, науковці, спеціалісти, менеджери — 10,4 %, виробництво — 10,3 %.